# Geelster-vogelmelkroest
Geelster-vogelmelkroest (Uromyces acutatus, synoniem: Uromyces ornithogali) is een autoecische roestschimmel die behoort tot de familie Pucciniaceae. De schimmel komt voor in Europa. In Nederland is de schimmel uiterst zeldzaam.
Op geelster en vogelmelk worden alleen telia gevormd.
De donkerbruine telia zitten zowel op de voor- als achterkant van het blad en worden lang bedekt door de epidermis. De bruine, ovale, eivormige, ellipsoïde of langachtige teliosporen hebben een met wratten bezette wand en zijn 20-32 × 25-50 µm groot. De wand is 2-3 µm dik. De kleurloze steel breekt af.

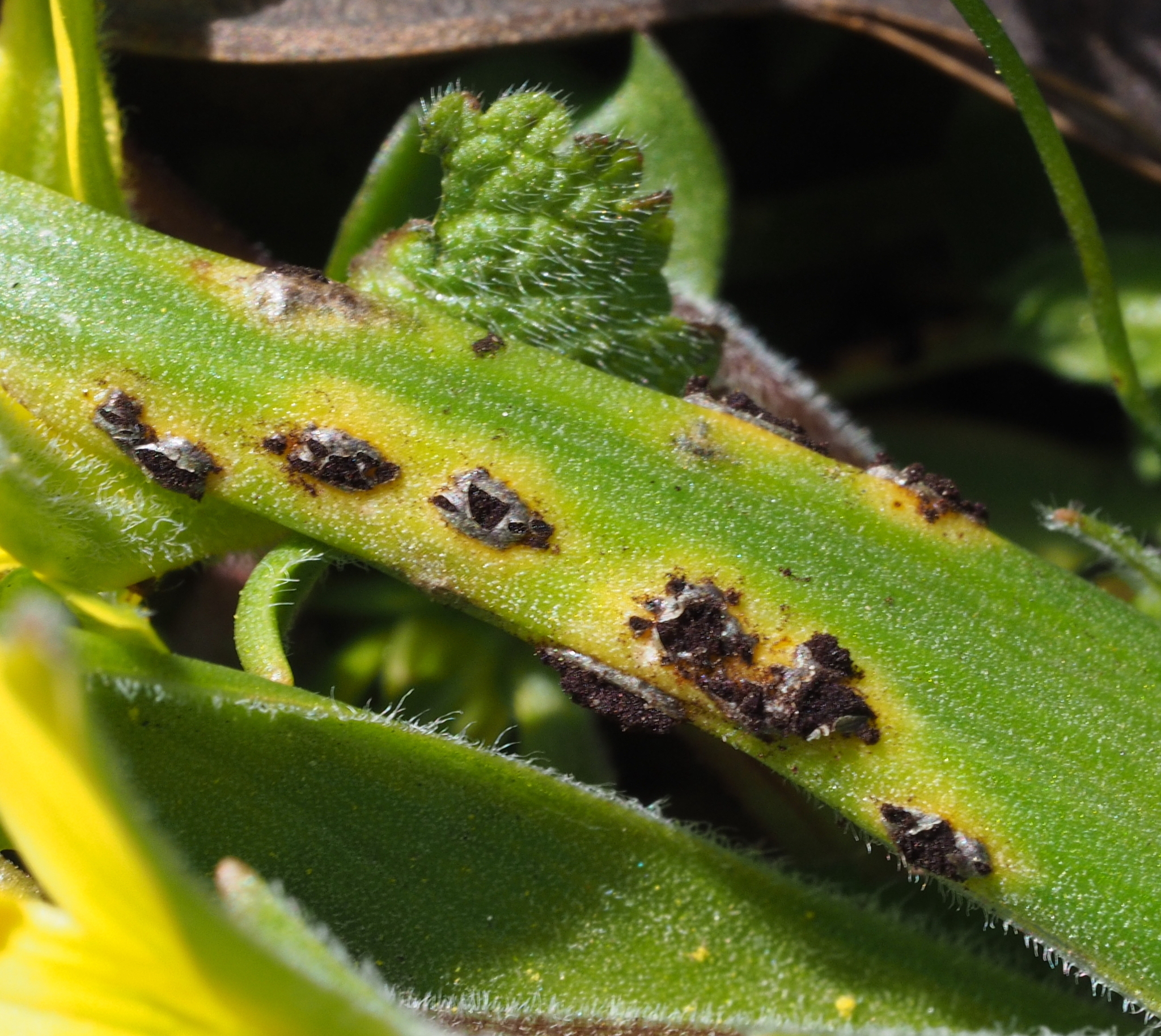
Telia
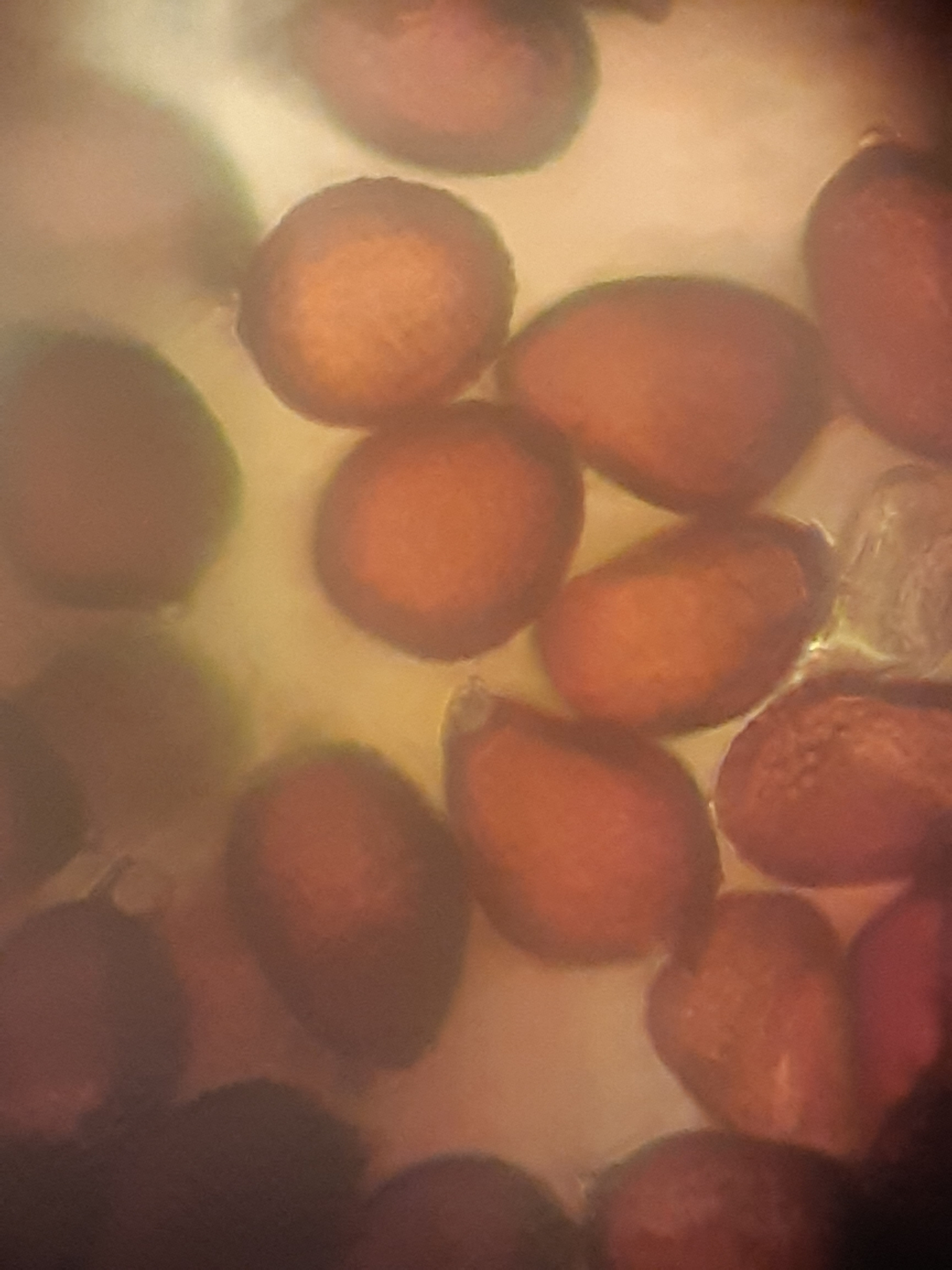
Teliosporen